# André Habisch
André Habisch (* 3. August 1963 in Dortmund) ist ein deutscher Theologe, Wirtschafts- und Sozialwissenschaftler.

## Leben
Nach seinem Abitur in Hildesheim 1983 studierte Habisch zunächst Katholische Theologie an der Westfälischen Wilhelms-Universität Münster und der Eberhard Karls Universität Tübingen sowie Volkswirtschaftslehre an der Eberhard Karls Universität Tübingen und der FU Berlin. 1988 erwarb er sein Diplom in Theologie in Tübingen, 1992 seinen Abschluss in Volkswirtschaft an der FU Berlin. 1993 wurde er zum Dr. theol. promoviert. Von 1992 bis 1994 war er wissenschaftlicher Mitarbeiter am Lehrstuhl für Wirtschafts- und Unternehmensethik, Wirtschaftswissenschaftliche Fakultät Ingolstadt der Katholischen Universität Eichstätt. 1998 habilitierte er sich als Stipendiat der Deutschen Forschungsgemeinschaft DFG im Fach Sozialethik an der Julius-Maximilians-Universität Würzburg.
1998 erhielt er einen Ruf auf die Professur für Christliche Gesellschaftslehre an der Katholischen Universität Eichstätt. Seine Forschungsschwerpunkte sind Sozialkapitaltheorie, Gesellschaftspolitik und Wirtschafts- und Unternehmensethik.
Habisch war Mitglied der Enquête-Kommission „Zukunft des bürgerschaftlichen Engagements“ des Deutschen Bundestages sowie Enquete-Kommission „Erziehung und Bildung in Thüringen“ des Thüringer Landtages.
Habisch ist Berater im Zentralkomitee der deutschen Katholiken, wissenschaftlicher Berater des Bundes Katholischer Unternehmer (BKU), in der wissenschaftlichen Kommission „Impulse für Arbeit“ (VEBA AG, Bistum Essen, Evangelische Kirche im Rheinland), wissenschaftlicher Koordinator im IFOK-Institut, Bensheim, und Gründungsdirektor des Center for Corporate Citizenship e.V., Ingolstadt sowie Mitglied der CSU-Grundsatzkommission. Zudem ist er Mitglied der Jury der „Schwab Stiftung für Social Entrepreneurship“ für die Wahl des Social Entrepreneur 2006. Ferner ist Habisch im Beirat der Katholischen  Sozialwissenschaftlichen Zentralstelle in Mönchengladbach (KSZ).
André Habisch ist verheiratet und hat drei Kinder.

## Schriften
- Habisch, André & Neureiter, Martin & René Schmidpeter: Handbuch corporate citizenship: Corporate Social Responsibility für Manager. Springer Gabler, 2008.
- Autorität und moderne Kultur : zur Interdependenz von Ekklesiologie und Staatstheorie zwischen Carl Schmitt und James M. Buchanan, Schöningh 1994, ISBN 3-506-73603-5
- Familienfreundliche Unternehmensstrategie, Beiträge zu einem Zukunftsorientierten Programm, Mering 1995, ISBN 3-87988-135-9
- Umweltethik und Entwicklungsprobleme : die ökonomische Perspektive, Lit 1997, ISBN 3-8258-3274-0
- Globalisierung und Demokratie : ethische Orientierung von Organisationen im Prozeß globaler Integration, Lit 2000, ISBN 3-8258-5032-3
- Corporate Citizenship : gesellschaftliches Engagement von Unternehmen in Deutschland, Springer 2003, ISBN 3-540-44335-5
- Erfolgsmodell Ehe : die Magie des Trauscheins – und die Fakten, Olzog München 2004, ISBN 3-7892-8114-X
- Corporate social responsibility across Europe, Springer 2004, ISBN 3-540-23251-6
- Das Duale Berufsausbildungssystem in Zeiten von Flucht und Migration. Deutschland muss Deutschland bleiben!?! (Kirche und Gesellschaft Grüne Reihe Nr. 433, hrsg. Von der Katholischen Sozialwissenschaftlichen Zentralstelle), J. P. Bachem Medien, Köln 2016, ISBN 978-3-7616-3136-2.